# Justin Bijlow
Justin Bijlow (Rotterdam, 22 gennaio 1998) è un calciatore olandese, portiere del Feyenoord e della nazionale olandese.

## Caratteristiche tecniche
È dotato di un buon controllo di palla ed è capace di gestire la pressione. Bijlow è un portiere dotato di forza e reattività, infatti ciò gli consente di parare bene i tiri calciati dalla lunga distanza, inoltre nelle azioni difensive usa anche i piedi. Non solo si avvale della parata a respinta tra i pali, ma all'occorrenza sfrutta bene anche le uscite. I suoi modelli sono i connazionali Jasper Cillessen e Kenneth Vermeer.

## Carriera

### Club

#### Feyenoord
Cresciuto nel settore giovanile del Feyenoord, firma il primo contratto professionistico, di durata triennale, con la squadra olandese nel febbraio 2015, esteso poi il 27 ottobre 2016 per altri 5 anni. Esordisce in prima squadra il 13 agosto 2017, nella partita vinta per 2-1 contro il Twente.
Il 4 agosto 2018 vince la Johan Cruijff Schaal giocando da titolare contro il PSV vincendo per 6-5 ai calci di rigore, Bijlow para i tiri dal dischetto di Jorrit Hendrix e Pablo Rosario. Dopo essere stato riserva per qualche anno, nella seconda parte della stagione 2020-2021 si conquista il posto da titolare venendo premiato ad aprile come giocatore del mese in Eredivisie. Il 19 agosto 2021 durante una partita di qualificazione per al Champions League vinta per 5-0 contro il l'Elfsborg Bijlow viene esplulso dalla partita nel secondo per procurandosi un cartellino rosso. Partecipa alla finale di Conference League il 25 maggio 2022 contro la Roma, Bijlow subisce una rete da Nicolò Zaniolo che condanna il Feyenoord alla sconfitta per 1-0. Vince l'edizione 2022-2023 del campionato olandese, per via di una frattura al polso Bijlow è stato assente in nove partite venendo sostituito da Timon Wellenreuther. Riesce a vincere anche la Coppa Olanda dove lui gioca solo due partie battendo per 2-1 Utrecht e per 1-0 il PSV.

### Nazionale
Dopo aver fatto tutta la trafila nelle giovanili oranje, nel novembre 2020 riceve la sua prima convocazione in nazionale maggiore. Nell'agosto del 2021 viene convocato dal nuovo degli oranje CT Louis van Gaal in vista delle gare di qualificazione ai Mondiali del 2022, esordendo il 1º settembre nel pareggio per 1-1 contro la Norvegia, nella partita successiva l'avversario è il Montenegro dove Bijlow ottiene la sua prima vittoria con la maglia dei Paesi Bassi vincendo per 4-0.
Le prime sconfitte di Bijlow con la nazionale le subisce nella UEFA Nations League 2022-2023, nel 2023, perdendo prima per 4-2 ai tempi supplementari contro la Croazia in semifinale e poi perdendo la partita valevole per il bronzo contro l'Italia per 3-2.

## Statistiche

### Presenze e reti nei club
Statistiche aggiornate al 25 luglio 2025.
| Stagione        | Squadra         | Campionato      | Campionato | Campionato | Coppe nazionali | Coppe nazionali | Coppe nazionali | Coppe continentali | Coppe continentali | Coppe continentali | Altre coppe | Altre coppe | Altre coppe | Totale | Totale | Totale |
| Stagione        | Squadra         | Comp            | Pres       | Reti       | Comp            | Pres            | Reti            | Comp               | Pres               | Reti               | Comp        | Pres        | Reti        | Pres   | Reti   |        |
| --------------- | --------------- | --------------- | ---------- | ---------- | --------------- | --------------- | --------------- | ------------------ | ------------------ | ------------------ | ----------- | ----------- | ----------- | ------ | ------ | ------ |
| 2016-2017       | Feyenoord       | E               | 0          | 0          | CO              | 0               | 0               | UEL                | 0                  | 0                  | SO          | 0           | 0           | 0      | 0      |        |
| 2017-2018       | Feyenoord       | E               | 3          | -4         | CO              | 0               | 0               | UCL                | 0                  | 0                  | SO          | 0           | 0           | 3      | -4     |        |
| 2018-2019       | Feyenoord       | E               | 16         | -20        | CO              | 0               | 0               | UEL                | 1                  | -4                 | SO          | 1           | 0           | 18     | -24    |        |
| 2019-2020       | Feyenoord       | E               | 7          | -8         | CO              | 3               | -2              | UEL                | 0                  | 0                  | -           | -           | -           | 10     | -10    |        |
| 2020-2021       | Feyenoord       | E               | 16         | -19        | CO              | 0               | 0               | UEL                | 3                  | -5                 | -           | -           | -           | 19     | -24    |        |
| 2021-2022       | Feyenoord       | E               | 22         | -22        | CO              | 1               | -2              | UECL               | 12                 | -10                | -           | -           | -           | 35     | -33    |        |
| 2022-2023       | Feyenoord       | E               | 25         | -19        | CO              | 1               | -1              | UEL                | 8                  | -13                | -           | -           | -           | 32     | -29    |        |
| 2023-2024       | Feyenoord       | E               | 17         | -14        | CO              | 2               | -1              | UCL                | 4                  | -7                 | SO          | 1           | -1          | 24     | -23    |        |
| 2024-2025       | Feyenoord       | E               | 4          | -8         | CO              | 2               | -2              | UCL                | 2                  | -1                 | SO          | 0           | 0           | 8      | -11    |        |
| Totale carriera | Totale carriera | Totale carriera | 110        | -114       |                 | 9               | -8              |                    | 30                 | -40                |             | 2           | -1          | 151    | -162   |        |

### Cronologia presenze e reti in nazionale
| Cronologia completa delle presenze e delle reti in nazionale ― Paesi Bassi | Cronologia completa delle presenze e delle reti in nazionale ― Paesi Bassi | Cronologia completa delle presenze e delle reti in nazionale ― Paesi Bassi | Cronologia completa delle presenze e delle reti in nazionale ― Paesi Bassi | Cronologia completa delle presenze e delle reti in nazionale ― Paesi Bassi | Cronologia completa delle presenze e delle reti in nazionale ― Paesi Bassi | Cronologia completa delle presenze e delle reti in nazionale ― Paesi Bassi | Cronologia completa delle presenze e delle reti in nazionale ― Paesi Bassi |
| Data                                                                       | Città                                                                      | In casa                                                                    | Risultato                                                                  | Ospiti                                                                     | Competizione                                                               | Reti                                                                       | Note                                                                       |
| -------------------------------------------------------------------------- | -------------------------------------------------------------------------- | -------------------------------------------------------------------------- | -------------------------------------------------------------------------- | -------------------------------------------------------------------------- | -------------------------------------------------------------------------- | -------------------------------------------------------------------------- | -------------------------------------------------------------------------- |
| 1-9-2021                                                                   | Oslo                                                                       | Norvegia                                                                   | 1 – 1                                                                      | Paesi Bassi                                                                | Qual. Mondiali 2022                                                        | -1                                                                         |                                                                            |
| 4-9-2021                                                                   | Eindhoven                                                                  | Paesi Bassi                                                                | 4 – 0                                                                      | Montenegro                                                                 | Qual. Mondiali 2022                                                        | -                                                                          |                                                                            |
| 7-9-2021                                                                   | Amsterdam                                                                  | Paesi Bassi                                                                | 6 – 1                                                                      | Turchia                                                                    | Qual. Mondiali 2022                                                        | -1                                                                         |                                                                            |
| 8-10-2021                                                                  | Riga                                                                       | Lettonia                                                                   | 0 – 1                                                                      | Paesi Bassi                                                                | Qual. Mondiali 2022                                                        | -                                                                          |                                                                            |
| 11-10-2021                                                                 | Rotterdam                                                                  | Paesi Bassi                                                                | 6 – 0                                                                      | Gibilterra                                                                 | Qual. Mondiali 2022                                                        | -                                                                          |                                                                            |
| 13-11-2021                                                                 | Podgorica                                                                  | Montenegro                                                                 | 2 – 2                                                                      | Paesi Bassi                                                                | Qual. Mondiali 2022                                                        | -2                                                                         |                                                                            |
| 14-6-2023                                                                  | Rotterdam                                                                  | Paesi Bassi                                                                | 2 – 4 dts                                                                  | Croazia                                                                    | UEFA Nations League 2022-2023 - Semifinale                                 | -4                                                                         |                                                                            |
| 18-6-2023                                                                  | Enschede                                                                   | Paesi Bassi                                                                | 2 – 3                                                                      | Italia                                                                     | UEFA Nations League 2022-2023 - Finale 3º posto                            | -3                                                                         |                                                                            |
| Totale                                                                     |                                                                            | Presenze                                                                   | 8                                                                          |                                                                            | Reti                                                                       | -11                                                                        |                                                                            |

| Cronologia completa delle presenze e delle reti in nazionale ― Paesi Bassi under 21 | Cronologia completa delle presenze e delle reti in nazionale ― Paesi Bassi under 21 | Cronologia completa delle presenze e delle reti in nazionale ― Paesi Bassi under 21 | Cronologia completa delle presenze e delle reti in nazionale ― Paesi Bassi under 21 | Cronologia completa delle presenze e delle reti in nazionale ― Paesi Bassi under 21 | Cronologia completa delle presenze e delle reti in nazionale ― Paesi Bassi under 21 | Cronologia completa delle presenze e delle reti in nazionale ― Paesi Bassi under 21 | Cronologia completa delle presenze e delle reti in nazionale ― Paesi Bassi under 21 |
| Data                                                                                | Città                                                                               | In casa                                                                             | Risultato                                                                           | Ospiti                                                                              | Competizione                                                                        | Reti                                                                                | Note                                                                                |
| ----------------------------------------------------------------------------------- | ----------------------------------------------------------------------------------- | ----------------------------------------------------------------------------------- | ----------------------------------------------------------------------------------- | ----------------------------------------------------------------------------------- | ----------------------------------------------------------------------------------- | ----------------------------------------------------------------------------------- | ----------------------------------------------------------------------------------- |
| 6-10-2017                                                                           | Doetinchem                                                                          | Paesi Bassi under 21                                                                | 3 – 0                                                                               | Lettonia under 21                                                                   | Qual. Europeo Under-21 2019                                                         | -                                                                                   |                                                                                     |
| 10-10-2017                                                                          | Kiev                                                                                | Ucraina under 21                                                                    | 1 – 1                                                                               | Paesi Bassi under 21                                                                | Qual. Europeo Under-21 2019                                                         | -1                                                                                  |                                                                                     |
| 10-11-2017                                                                          | Doetinchem                                                                          | Paesi Bassi under 21                                                                | 8 – 0                                                                               | Andorra under 21                                                                    | Qual. Europeo Under-21 2019                                                         | -                                                                                   |                                                                                     |
| 22-3-2018                                                                           | Doetinchem                                                                          | Paesi Bassi under 21                                                                | 1 – 4                                                                               | Belgio under 21                                                                     | Amichevole                                                                          | -4                                                                                  |                                                                                     |
| 27-3-2018                                                                           | Andorra la Vella                                                                    | Andorra under 21                                                                    | 0 – 1                                                                               | Paesi Bassi under 21                                                                | Qual. Europeo Under-21 2019                                                         | -                                                                                   |                                                                                     |
| Totale                                                                              |                                                                                     | Presenze                                                                            | 5                                                                                   |                                                                                     | Reti                                                                                | -5                                                                                  |                                                                                     |

## Palmarès

### Club

#### Competizioni nazionali
- Campionato olandese: 1

Feyenoord: 2022-2023
- Supercoppa dei Paesi Bassi: 3

Feyenoord: 2017, 2018, 2024
- Coppa dei Paesi Bassi: 2

Feyenoord: 2017-2018, 2023-2024